# ロバート・ベイコン

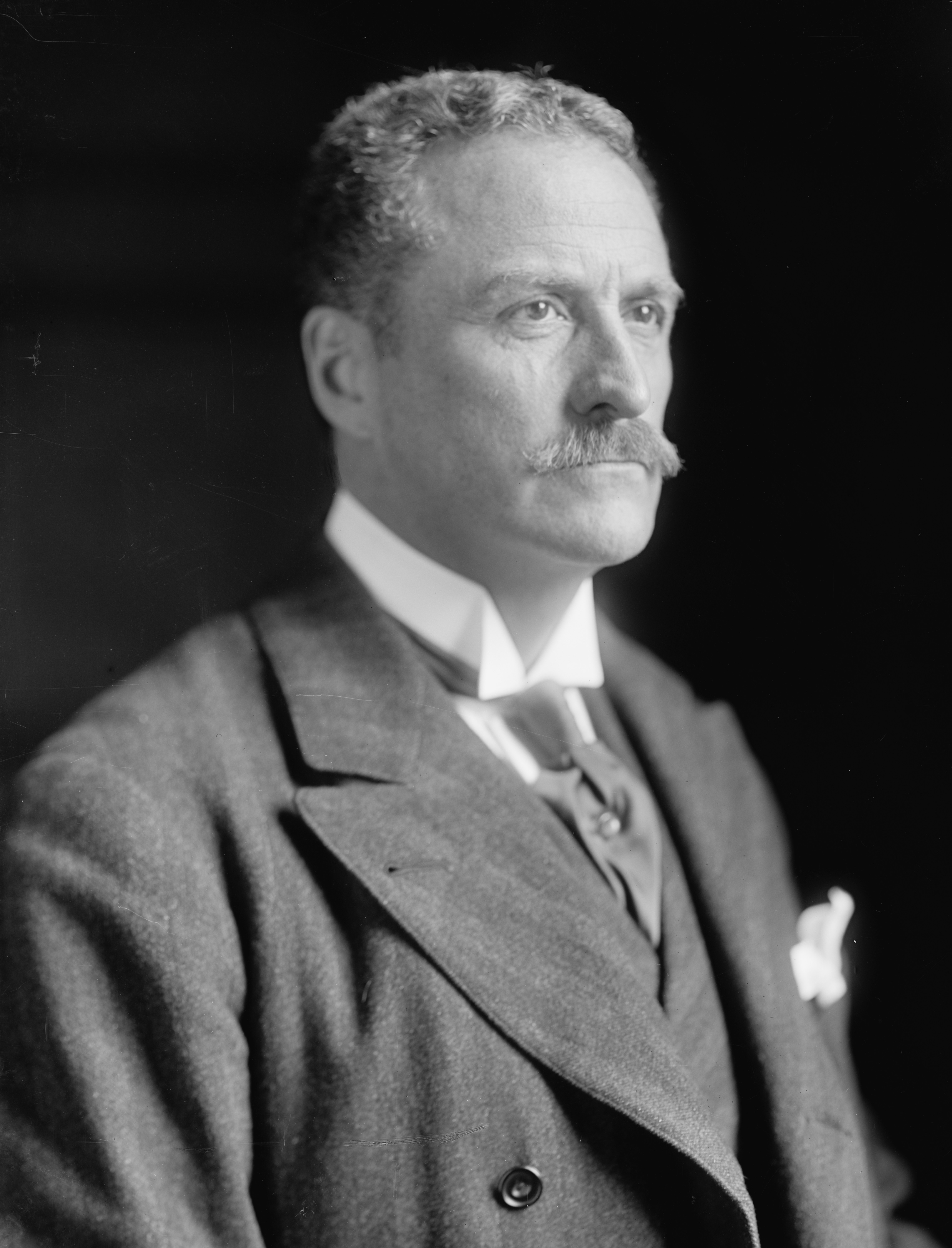
ロバート・ベイコン

ロバート・ベイコン（Robert Bacon, 1860年7月5日 - 1919年5月29日）は、アメリカ合衆国の実業家、政治家、外交官。1909年1月から3月まで第39代アメリカ合衆国国務長官を務めた。

## 生い立ちと家族
1860年7月5日、ベイコンはマサチューセッツ州ジャマイカプレインにおいて、ウィリアム・B・ベイコン (William B. Bacon) とエミリー・C・ロウ (Emily C. Low) の息子として誕生した。ベイコンは1880年にハーバード大学を卒業した。ベイコンは大学卒業後に世界一周旅行をした。
1883年10月10日、ベイコンはマーサ・ウォルドロン・カウディン (Martha Waldron Cowdin) と結婚した。2人の間には以下の子供が生まれた。
- ロバート・ロウ・ベイコン (Robert Low Bacon) - ニューヨーク州選出のアメリカ合衆国下院議員
- ガスパー・グリズウォルド・ベイコン (Gasper Griswold Bacon)
- エリオット・カウディン・ベイコン (Elliot Cowdin Bacon)
- マーサ・ベアトリックス・ベイコン (Martha Beatrix Bacon)

## 企業生活
1881年、ベイコンはボストンのリー・ヒギンソン社に就職し、企業生活を開始した。ベイコンは1883年から1894年までボストンのE・ロリンズ・モース・ブラザー社で幹部を務めた後、1894年にニューヨークのJPモルガン（現JPモルガン・チェース）社で共同経営者の1人となった。ベイコンは1901年のUSスチール社設立、および1904年のノーザン証券社設立に関与した。ベイコンはJPモルガンにおいて「右腕」として活躍し、特に投資銀行業務に貢献した。ベイコンは1903年にJPモルガンを退き、政府用役に就いた。

## 国務省
1905年9月5日、ベイコンは国務長官エリフ・ルートから賞賛を受け、国務次官補に指名された。ベイコンは1909年1月27日まで国務次官補を務め、1906年に国務長官エリフ・ルートが南アメリカ諸国を歴訪した際には国務長官の職務を代行した。
1909年1月27日、ベイコンはセオドア・ルーズベルト大統領によって国務長官に任命された。ベイコンはルーズベルト大統領の任期満了となる1909年3月5日まで同職を務めた。ベイコンは国務長官として、コロンビアおよびパナマと締結したパナマ運河に関する一連の条約について、上院の助言と承認を獲得した。国務長官退任後、ベイコンは1909年から1912年まで駐仏大使を務めた。

## 第一次世界大戦
1912年、ベイコンはハーヴァード大学において特別研究員となった。1913年、ベイコンはカーネギー国際平和基金の要請により、南アメリカ諸国を歴訪した。1914年8月、ベイコンは合衆国の救急業務を支援するため、フランスを訪問した。1915年、ベイコンは『近隣ラテンアメリカ諸国との良好な関係にむけて』(For Better Relations with Our Latin American Neighbors) を出版した。
1917年、ベイコンはジョン・パーシング将軍の参謀役となり、少佐として任命を受けた。ベイコンは第一次世界大戦に合衆国が参戦して以降、パーシング将軍を補佐し続けた。ベイコンは1918年に中佐に昇格し、イギリスの連合国最高司令官総司令部で軍事使節長を務めた。

## 晩年
1919年5月29日、ベイコンはニューヨーク州ニューヨークで死去した。